# Neochasmus sogandaresi
Neochasmus sogandaresi är en plattmaskart. Neochasmus sogandaresi ingår i släktet Neochasmus och familjen Cryptogonimidae. Inga underarter finns listade i Catalogue of Life.